# 옥정동 (양주시)
옥정동(玉井洞)은 경기도 양주시의 법정동이다. 2003년 10월에 양주군이 양주시로 승격되면서 회천읍에서 회천4동으로 분동되었고, 2023년 10월 10일에 회천4동이 옥정1동과 옥정2동으로 개편되었다.

## 연혁
- 조선 시대: 양주군 회암면
- 1914년 4월 1일: 양주군 회천면
- 1985년 10월 1일: 양주군 회천면이 회천읍으로 승격
- 2003년 10월 19일: 양주시 회천4동으로 분동 (양주군이 양주시로 승격)
- 2023년 10월 23일: 회천4동이 옥정1동, 옥정2동으로 개편

## 법정동

### 옥정1동
- 회암동(檜岩洞)
- 율정동(栗亭洞)
- 옥정동(玉井洞)

### 옥정2동
- 옥정동(玉井洞)

## 유적지
- 양주 회암사지

## 아파트
| 단지명                        | 건설사                      | 시행사                                               | 주소           | 입주        | 비고 |
| ----------------------------- | --------------------------- | ---------------------------------------------------- | -------------- | ----------- | ---- |
| 양주옥정 노블랜드 더 시그니처 | 대방건설                    | ㈜대방하우징                                         | 회천남로 54    | 2021년 1월  |      |
| 양주옥정 디에트르 에듀포레    | 대방건설                    | ㈜디비건설                                           | 옥정서로5길 55 | 2023년 5월  |      |
| 양주옥정 디에트르 프레스티지  | 대방건설                    | ㈜디비건설                                           | 옥정로7길 34   | 2022년 10월 |      |
| e편한세상 옥정 더 퍼스트      | 대림산업                    | ㈜양주옥정3차주택위탁관리부동산투자회사              | 옥정서로1길 60 | 2019년 3월  |      |
| e편한세상 옥정 어반센트럴     | 대림산업                    | ㈜양주옥정주택위탁관리부동산투자회사                 | 옥정로5길 35   | 2017년 8월  |      |
| e편한세상 옥정 메트로포레     | 대림산업                    | ㈜양주옥정4차주택위탁관리부동산투자회사              | 옥정동로 10    | 2020년 6월  |      |
| e편한세상 옥정 에듀써밋       | 대림산업                    | ㈜양주옥정2차주택위탁관리부동산투자회사              | 옥정동로1길 63 | 2018년 5월  |      |
| e편한세상 옥정 리더스가든     | 대림산업                    | ㈜양주옥정전남구례귀농귀촌주택위탁관리부동산투자회사 | 회천로 234     | 2024년 4월  |      |
| 옥정 한신더휴                 |                             |                                                      |                |             |      |
| 제일풍경채 옥정               | 제일건설㈜                  | ㈜제일하나제2호위탁관리부동산주식회사                | 옥정동로2길 20 | 2023년 12월 |      |
| 제일풍경채 센트럴시티 1단지   | 제일건설㈜                  | ㈜옥정제일1차피에프브이                              | 옥정동로 212   | 2023년 5월  |      |
| 제일풍경채 센트럴시티 2단지   | 제일건설㈜                  | ㈜옥정제일피에프브이                                 | 옥정동로 190   | 2023년 4월  |      |
| 옥정 대성베르힐 더 센트로     | 대성건설㈜ 디에스종합건설㈜ | ㈜양주옥정피에프브이                                 | 독바위로 433   | 2022년 10월 |      |
| 옥정 유림노르웨이숲           |                             |                                                      |                |             |      |
| 옥정 리젠시빌 란트            | 리젠시빌건설㈜              | 리젠시빌주택㈜                                       | 옥정동로9길 74 | 2018년 8월  |      |